# Gare de Mont-Saint-Martin
Gare de Mont-Saint-Martin vasútállomás Franciaországban, Mont-Saint-Martin településen.

## Vasútvonalak
Az állomást az alábbi vasútvonalak érintik:
- Longuyon–Mont-Saint-Martin-vasútvonal

## Kapcsolódó állomások
A vasútállomáshoz az alábbi állomások vannak a legközelebb:
- Aubange railway station
- Athus railway station
- Rodange vasútállomás
- Gare de Longwy